# Ильиных, Дмитрий Сергеевич
Дмитрий Сергеевич Ильиных (род. 31 января 1987, Сочи) — российский волейболист, доигровщик, чемпион Игр XXX Олимпиады в Лондоне. Заслуженный мастер спорта России.

## Спортивная карьера
Дмитрий Ильиных — сын известных сочинских волейболистов Сергея и Ларисы Ильиных. Его первым тренером был Геннадий Николаевич Бобров (заслуженный тренер России, заслуженный работник физической культуры России), возглавлявший волейбольную секцию ДЮСШ № 4 в Адлере, в которую Дмитрий пришёл из большого тенниса в 15 лет. Через несколько месяцев Геннадий Шипулин, разглядевший талант в молодом игроке, предложил Дмитрию переехать в Белгород. В 2004 году Ильиных дебютировал в первой лиге чемпионата России в составе команды «Локомотив-Белогорье»-2.
В 2006 году стал чемпионом Европы в составе молодёжной сборной России и по итогам турнира был признан лучшим нападающим и самым ценным игроком чемпионата.
С осени того же года играл за вторую команду белгородского клуба в высшей лиге «А», которая по итогам чемпионата России-2007/08 завоевала право на выход в Суперлигу и в следующем году выступала в сильнейшем дивизионе под названием «Металлоинвест» (Старый Оскол). В сезоне-2009/10 Дмитрий Ильиных делил игровое время в «Локомотиве-Белогорье» с Денисом Бирюковым, заслужив своей игрой вызов в сборную России. Он вошёл в десятку самых результативных игроков чемпионата России и выиграл серебряную медаль первенства, но расположение сборной был вынужден покинуть из-за травмы.
Сезон 2010/11 закончил в числе лидеров по набранным очкам и стал обладателем бронзовой медали чемпионата. По его окончании был включён в заявку на Мировую лигу тренером сборной России Владимиром Алекно и дебютировал в составе национальной команды 27 мая в Уфе во встрече со сборной Японии. Дмитрий Ильиных принял участие в 13 матчах турнира, завершившегося победой сборной России, и набрал в них 50 очков.
В сезоне 2011/12 на клубном уровне не было достигнуто больших успехов — «Белогорье» не пробилось в плей-офф. Дмитрий Ильиных, заработавший в 24 матчах 370 очков, стал самым результативным игроком белгородской команды в чемпионате России и занял 6-е место в рейтинге результативности среди всех волейболистов Суперлиги. В апреле 2012 года вновь был включён в заявку на Мировую лигу.
На триумфальных для сборной России Олимпийских играх в Лондоне Ильиных выходил на замену Тараса Хтея почти в каждом матче, уверенно вливаясь в игру, реализовывал атаки из 4-й зоны и был надёжен на приёме, в общей сложности набрал 34 очка.
В 2013 году Дмитрий Ильиных был вызван в национальную команду для участия на турнире Мировой лиги, но в ходе сезона присоединился к студенческой сборной и в её составе завоевал золотую медаль Универсиады в Казани. В том же году выиграл золото чемпионата Европы, где внёс решающий вклад в победу над сборной Франции в четвертьфинале, и серебро Всемирного Кубка чемпионов, ставшего одним из лучших турниров в его карьере. На Кубке чемпионов Ильиных завоевал место в стартовом составе, а в двух заключительных матчах соревнования против сборных Бразилии и США становился самым результативным игроком российской команды.
В ноябре 2015 года перешёл в «Газпром-Югру». 5 декабря в Сургуте после матча чемпионата России Дмитрий Ильиных и его партнёр по «Газпрому-Югре» Павел Зайцев стали участниками уличной драки, в результате которой Ильиных с многочисленными переломами попал в реанимацию. В феврале 2016 года подписал контракт с катарским «Аль-Араби». В составе этой команды Ильиных стал обладателем Кубка Залива, серебряным призёром чемпионата Катара и Кубка арабских стран.
После возвращения в Россию провёл по одному сезону в московском «Динамо», кемеровском «Кузбассе» и красноярском «Енисее». В июне 2019 года перешёл в греческий ПАОК (Салоники), в феврале 2020 года пополнил состав уфимского «Урала». В сезоне-2020/21 вновь выступал за «Белогорье», а осенью 2021 года — за турецкий «Сольханспор», где завершил игровую карьеру после досрочного расторжения контракта по инициативе клуба.
В декабре 2021 года Дмитрий Ильиных стал спортивным директором «Белогорья», сменив в этой должности Тараса Хтея.
13 января 2023 года дисквалифицирован на двухлетний срок за положительную допинг-пробу на психостимулятор метилгексанамин, взятую в 2013 году после матча чемпионата России, и лишён всех спортивных достижений в период с 11 мая 2013 года по 10 мая 2015 года. 

## Достижения

### Со сборными
- Чемпион Игр XXX Олимпиады в Лондоне (2012).
- Победитель Мировой лиги (2011).
- Победитель Всемирной Универсиады (2009).
- Серебряный призёр чемпионата мира среди молодёжных команд (2007).
- чемпион Европы среди молодёжных команд (2006).
- Чемпион мира среди юниорских команд (2005).

Из-за дисквалификации лишён званий чемпиона Европы (2013), победителя Всемирной Универсиады (2013), серебряного призёра Всемирного Кубка чемпионов (2013).

### В клубной карьере
- Чемпион России (2012/13), серебряный (2009/10, 2016/17) и бронзовый (2010/11) призёр чемпионата России.
- Обладатель Кубка России (2012), серебряный призёр Кубка России (2017).

Из-за дисквалификации лишён званий победителя Лиги чемпионов (2013/14) и клубного чемпионата мира (2014), серебряного (2014/15) и бронзового (2013/14) призёра чемпионата России, обладателя (2013) и бронзового призёра (2014) Кубка России, обладателя Суперкубка России (2013). 

### Личные
- MVP молодёжного чемпионата Европы (2006).
- Вошёл в символическую сборную Всемирного Кубка чемпионов (2013).
- Участник Матчей звёзд России (2013, февраль 2014, декабрь 2014).

## Награды
- Орден Дружбы (13 августа 2012 года) — за большой вклад в развитие физической культуры и спорта, высокие спортивные достижения на Играх XXX Олимпиады 2012 года в городе Лондоне (Великобритания)[16].
- Заслуженный мастер спорта России (20 августа 2012 года)[17].
- Почётная грамота Президента Российской Федерации (19 июля 2013 года) — за высокие спортивные достижения на XXVII Всемирной летней универсиаде 2013 года в городе Казани[18].

## Личная жизнь
Дмитрий Ильиных учился в сочинской школе № 7, выпускниками которой также являются олимпийские чемпионы Владимир Кондра и Евгений Кафельников. В 2010 году окончил факультет физической культуры Белгородского государственного университета.
5 февраля 2014 года в Лазаревском Дмитрий Ильиных участвовал в этапе эстафеты олимпийского огня XXII зимних Олимпийских игр. На колесе обозрения в Парке культуры и отдыха он поднялся с факелом на высоту 77 м.
Женат. Имеет дочь.